# Феликс Ноланский
Феликс (III век) — епископ Нолы, исповедник. Дни памяти — 14 января, 15 ноября.
Святой Феликс родился в городе Нола, близ Неаполя. После кончины своего отца он раздал бедным почти все своё добро и был рукоположён во священника святым Максимом, епископом Нолы. В 250 году, когда во времена правления Декия начались гонения, был вынужден бежать. Гонители схватили святого, он был мучим, закован в цепи и брошен в тюрьму.
Однажды ночью ему явился ангел, который повелел идти на помощь Максиму. Оковы спали, двери отверзлись, и святой смог отправиться на помощь епископу, который в то время был лишён дара речи от холода и голода. Когда преследователи во второй раз пытались схватить его, он был спасён чудесным образом паучихой, заткавшей своей паутиной вход в отверстие, в котором он спрятался. Не найдя святого, они стали искать свою добычу в другом месте. Преследования прекратились на следующий год, и святой Феликс,
который укрывался шесть месяцев в сухом колодце, вернулся к своим обязанностям.
После кончины святого Максима верующие города искренне пытались поставить его своим епископом. Но он убедил их поставить во епископа старшего во священстве. Остаток его имущества был конфискован во время гонений, но святой отказался принять его обратно, и ради своего существования арендовал три акра земли, которую обрабатывал своими руками. Всё, что оставалось у него сверх необходимого, святой Феликс раздавал бедным, и если у него было два одеяния, то он неизменно отдавал им лучшее. Он дожил до глубокой старости и умер 14 января, но год его смерти остаётся неопределённым. Пять храмов было построено в его честь даже вне Нолы, где пребывают его мощи. Но часть его мощей пребывает в Риме и Беневенто.
Святой Павлин, служивший привратником в одном из этих храмов, свидетельствует о многочисленных паломниках, притекавших к мощам святого. Стихи и письма святого Павлина стали источниками, на основании которых святые Григорий Турский, Беда Достопочтенный и священник Маркелл составили житие святого.
Сообщается также об ином Феликсе, епископе Нолы, пострадавшем при правителе Марциане (Martianus). Однако имеется мнение, что речь идёт об одном и том же святом.